# Eulalia Agrelo Costas
María Eulalia Agrelo Costas (Asados, Rianjo 26 de enero de 1974) es una filóloga y ensayista gallega.

## Trayectoria
Graduada en Filología Gallego-Portuguesa por la Universidad de Santiago de Compostela. Entre 1998 y 2000 trabajó en el proyecto Informes de Literatura en El Centro Ramón Piñeiro para la Investigación den Humanidades (CRPIH) bajo la dirección de Blanca Ana Roig Rechou, colaborando en la actualidad en este y en otros proyectos del citado Centro, como en los Diccionarios de Literatura, dirigido por Ángel Tarrío, y la Narrativa Recuperada, dirigido por Modesto Hermida.
Asimismo, es miembro del Grupo de Investigación Investigaciones literarias, artísticas, interculturales y educativas. Lecturas textuales y visuales (LITER 21) y miembro de la secretaría de la Red Temática de Investigación Las literaturas infantiles y juveniles del marco ibérico. Su influencia en la formación literaria y lectora (LIXMI). Participó en diversos congresos, encuentros y jornadas sobre la literatura infantil y juvenil gallega y sobre la literatura gallega en general, además de colaborar en diferentes volúmenes, catálogos, revistas y periódicos.
Por otra parte, fue docente en la Universidad de Deusto (2003-2009) y, actualmente, es también profesora de lengua y literatura gallega en la enseñanza media. Ha publicado varios artículos en la revista Malasartes, así como participado en la reseñas de diversos artículos y publicaciones

## Obra

### Edición
- Obra narrativa en gallego, de Aurelio Ribalta, 2000, Centro Ramón Piñeiro para la Investigación en Humanidades.
- Palabras desde la emigración, de Francisco Rodríguez Gey, La Coruña 2014, Cuadernos de literatura popular.[3]

### Obras colectivas
- La aventura de oír, contar y leer, 2002, Consellería de Cultura.
- Nuestra literatura infantil y juvenil 2000, 2002, Gálix/Xunta de Galicia.
- Narrativa y promoción de la lectura en el mundo de las nuevas tecnologías, 2002, Consejería de Cultura.
- Nuestra literatura infantil y juvenil 2002, 2004, Galicia/Xunta de Galicia.
- La memoria de las guerras en la literatura infantil y juvenil en lengua gallega, 2004, Generales.
- Amador Montenegro Saavedra y su obra narrativa en gallego, 2007, Centro Ramón Piñeiro.
- Historia de la Literatura Infantil y Juvenil Gallega, 2015, Generales.
- Educación literaria y artística: conflictos sociales y bélicos, 2017, Editorial Graó

Artículos de revistas
- Las antologías en la literatura infantil y juvenil gallega como instrumentos didácticos en la enseñanza, 2008, (Ejemplar dedicado a: Animación a la lectura), págs. 139-160, Revista Pedagógica.
- Cuadernos de literatura para la infancia y la juventud, 2002, págs. 240-247 Malasartes .

Reseñas
- Educación literaria e literatura infantil y juvenil, de Roig Rechou, 2013 Tropelías, Anuario de investigación en literatura infantil y juvenil,

## Reconocimientos
La publicación «Historia da literatura Infantil e Xuvenil Galega», coordinada por Blanca Ana Roig Rechou, en la que participa Eulalia Costas, ha recibido el Premio de Crítica en el apartado de Investigación.